# Anuradha Paudwal
Anuradha Paudwal ou improprement Anuradha Podwal et Anuradha Poudwal est une chanteuse indienne de Bollywood. Outre cette carrière de play-back, elle interprète aussi nombre de chants religieux en sanskrit (shloka). Elle est la seule concurrente face aux sœurs Lata Mangeshkar et Asha Bhosle. 
Elle a étudié au College Xavier à Mumbai (Bombay) et s'est mariée avec Arun Paudwal qui était assistant du directeur musical S. D. Burman. Sa carrière commence en 1973 avec le film Abhimaan en Hindi et le film Yashoda en marathi. Son premier disque indépendant du cinéma sort en 1974 ; il s'agit de bhav gîten, des chants en marathi.
Elle a interprété des chansons de la plupart des compositeurs indiens tels Laxmikant-Pyarelal, Rajesh Roshan, Jaidev, Kalyanji Anandji, Usha Khanna et Anil-Arun (Anil Mohile et son mari Arjun). Elle n'a reçu aucun enseignement formel de la musique; ce n'est qu'en imitant la grande Lata Mangeshkar qu'elle est parvenue petit à petit à atteindre les sommets.
À la suite de sa collaboration fructueuse avec le producteur de film Gulshan Kumar, nombre de nouveaux chanteurs voulurent faire des duos avec elle, dont Kumar Sanu, Udit Narayan, Abhijeet et Sonu Nigam. De nouveaux directeurs musicaux se présentèrent aussi tels Nadeem-Shravan, Anu Malik, Nikhil Vinay et Amar Utpal. Anuradha a aussi chanté avec des artistes réputés du sud de l'Inde tels Sripathi Panditharadhyula Balasubrahmanyam et Yesudas.
Malgré son succès elle n'hésita pas à critiquer l'industrie qui favorisait nettement le monopole de la famille Mangeshkar au détriment des nouveaux talents, se mettant ainsi à dos nombre de directeurs musicaux qui craignaient les foudres des Mangeshkar... Il lui est aussi arrivé de doublé de grands chanteuses telles Alka Yagnik (Dil) ou Lata Mangeshkar dans Radha Ka Sangam. 
Après cette période trouble, elle décida d'accorder sa voix uniquement à la compagnie T-Series, se concentrant alors sur des albums dévotionnels et de reprises. T-series ne se priva pas d'user de son image si bien qu'elle devint la première chanteuse de play-back à apparaître plus souvent sur les couvertures que les acteurs ! Après ces années sabbatiques, elle reprit le play-back à l'écran avec Anu Malik et Jatin-Lalit. 

## Récompenses
Filmfare Awards
- 1985 : Meilleure chanteuse de play-back pour Mere Mann Bajaa Mridang (Utsav).
- 1990 : Meilleure chanteuse de play-back pour Nazar Ke Saamne (Aashiqui).
- 1991 : Meilleure chanteuse de play-back pour Dil Hai Ke Manta Nahin (Dil Hai Ke Manta Nahin).
- 1992 : Meilleure chanteuse de play-back pour Dhak dhak (Beta).

National Film Awards
- 1990 : National Award pour Kalat Nakalat, film marathi.

## Filmographie
- Jaane Hoga Kya (2006)
- Kalyug (2005)
- Kasak (2005)
- Lucky : No Time For Love (2005)
- Zameer (2005)
- Kisna - The Warrior Poet (2005)
- Subhash Chandra Bose (2005)
- Ab... Bas! (2004)
- Shukriya: Till Death Do Us Apart (2004)
- Julie (2004)
- Aan (2004)
- Yeh Lamhe Judaai Ke (2004)
- Muskaan (2004)
- Paap (2003)
- Wrong Number (2003)
- Aapko Pehle Bhi Kahin Dekha Hai (2003)
- Ek Hindustani (2003)
- Jee Aayan Nu (2003)
- Rishtey (2002)
- Shakthi: The Power (2002)
- Maine Dil Tujhko Diya (2002)
- Awara Paagal Deewana (2002)
- Hum Kisi Se Kum Nahin (2002)
- Hum Tumhare Hain Sanam (2002)
- Lajja (2001)
- Ek Rishtaa (2001)
- Mitti (2001) (Anuradha Poudwal)
- Raja Ko Rani Se Pyar Ho Gaya (2000) (Anuradha Poduval)
- Beti No. 1 (2000)
- Mohabbatein (2000)
- Shikari (2000)
- Dhaai Akshar Prem Ke (2000)
- Hadh Kar Di Aapne (2000)
- Papa the Great (2000)
- Khauff (2000) (Anuradha)
- Aaj Ka Nanha Farishta (2000)
- Badal (2000)
- Pukar (2000)
- Bulandi (2000)
- Mela (2000)
- Le Chal Apne Sang (2000)
- Khoobsurat (hi) (1999)
- Raja Kumarudu (1999)
- Mann (1999)
- Rajaji (1999)
- Suryavansham 1999)
- Silsila Hai Pyar Ka (1999)
- Lal Baadshah (1999)
- Daag: The Fire (1999)
- Hum Aapke Dil Mein Rehte Hain (1999) (non crédité)
- Hu Tu Tu (1999)
- Dil Kya Kare (1999)
- Heeralal Pannalal (1999) (Anuradha Podwal)
- Hum Saath-Saath Hain : We Stand United (1999)
- Mother (1999) (Anuradha Poudwal)
- Shaheed-E-Mohabbat (1999)
- Bade Miyan Chote Miyan (1998)
- Sar Utha Ke Jiyo (1998)
- Major Saab (1998)
- Gharwali Baharwali (1998)
- Salaakhen (1998)
- Keemat: They Are Back (1998)
- Pyaar Kiya To Darna Kya (1998)
- Do Hazaar Ek (1998)
- Ghar Bazar (1998)
- Ankhon Mein Tum Ho (1997)
- Aflatoon (1997)
- Mr. & Mrs. Khiladi (1997)
- Prithvi (1997)
- ...Aur Pyaar Ho Gaya (1997)
- Naseeb (1997)
- Army (1996)
- Mera Damad (1995)
- Bewafa Sanam (1995)
- Prem Shakti (1994)
- Insaaf Apne Lahoo Se (1994)
- Kachehri (1994)
- Aaja Meri Jaan (1993)
- Izzat Ki Roti (1993)
- Muqabla (1993)
- Hasti (1993)
- Kala Coat (1993)
- Mahakaal (1993)
- Prateeksha (1993) (Anuradha Poudwal)
- Sahibaan (1993)
- Zakhmo Ka Hisaab (1993) (Anuradha Podwal)
- Junoon (1992)
- Humshakal (1992)
- Tahalka (1992) (Anuradha Podwal)
- Mr. Bond (1992)
- Sahebzaade (1992)
- Meera Ka Mohan (1992)
- Mera Dil Tere Liye (1992)
- Beta (1992)
- Isi Ka Naam Zindagi (1992)
- Sangeet (1992)
- Sadak (1991)
- Phool Aur Kaante (1991)
- Saathi (1991)
- Saajan (1991)
- House No. 13 (1991) (Anuradha Podwal)
- Kurbaan (1991)
- Ajooba (1991)
- Dushman Devta (1991) (Anuradha Podwal)
- Farishtay (1991) (Anuradha Podwal)
- Vishnu-Devaa (1991)
- Saugandh (1991)
- Dil Hai Ki Manta Nahin (1991)
- Jeene Ki Sazaa (1991)
- Shankara (1991)
- Baaghi: A Rebel for Love (1990)
- Bahaar Aane Tak (1990)
- Agneekaal (1990)
- Nyay Anyay (1990)
- Zimmedaaar (1990)
- Doodh Ka Karz (1990)
- Aashiqui (1990)
- Dil (1990)
- Tum Mere Ho (1990) (Anuradha Poudwal)
- Bandh Darwaza (1990)
- Swarg (1990)
- Amiri Garibi (1990)
- Zahreelay (1990)
- Maha-Sangram (1990)
- Atishbaz (1990)
- Awaargi (1990)
- Jawani Zindabad (1990)
- Pathar Ke Insan (1990)
- Tejaa (1990)
- Bhrashtachar (1989)
- Shehzaade (1989)
- Batwara (1989)
- Souten Ki Beti (1989)
- Abhimanyu (1989)
- Rakhwala (1989)
- Bade Ghar Ki Beti (1989)
- Purani Haveli (1989)
- Kasam Suhaag Ki (1989)
- Jaaydaad (1989)
- Nigahen: Nagina Part II (1989)
- Ram Lakhan (1989)
- Suryaa: An Awakening (1989) (Anuraddha Paudwal)
- Taaqatwar (1989)
- Namumkin (1988)
- Paap Ko Jalaa Kar Raakh Kar Doonga (1988) (Anuradha Padwal)
- Janam Janam (1988)
- Biwi Ho To Aisi (1988)
- Ram-Avtar (1988)
- Shoorveer (1988)  (Anuradha Poudval)
- Khatron Ke Khiladi (1988)
- Ek Hi Maqsad (1988)
- Jeete Hain Shaan Se (1988)
- Kanoon Ki Hathkadee (1988)
- Mar Mitenge (1988)
- Siraj (1988)
- Superman (1987)
- Hifazat (1987) (Anuradha Podwal)
- Kachchi Kali (1987) (Anuradha Podwal)
- Insaaf (1987)
- Khooni Mahal (1987)
- Sansar (1987) (Anuradha Podwal)
- Nazrana (1987)
- Loha (1987) (Anuradha Poudwal)
- Gammat Jammat (1987)
- Parivaar (1987)
- Sutradhar (1987)
- Waqt Ka Shahenshah (1987)
- Watan Ke Rakhwale (1987)
- Amrit (1986)
- Karamdaata (1986) (Anuradha Podwal)
- Swati (1986)
- Bhagwaan Dada (1986)
- Tan-Badan (1986)
- Aap Ke Saath (1986) (Anuradha Podwal)
- Aaj Jhale Mukt Mi (1986)
- Nagina (1986)
- Sadaa Suhagan (1986) (Anuradha Podwal)
- Anokha Modh (1985) (Anuradha Poudwal)
- Lallu Ram (1985)
- Sur Sangam (1985) (Anuradha Poudwal)
- Aakhir Kyon? (1985) (Anuradha Podwal)
- Ek Se Bhale Do (1985)
- Bahu Ki Awaaz (1985)
- Bhagwan Shri Krishna (1985)
- Jaan Ki Baazi (1985)
- Jaga Hatare Pagha (1985)
- Sankha Sindura (1985)
- Teri Meherbaniyan (1985)
- Love Marriage (1984)
- Utsav (1984) (Anooradha Podwal)
- Ram Tera Desh (1984) (Anuradha Podwal)
- Lakhon Ki Baat (1984) (Anuradha Podwal)
- Ek Nai Paheli (1984) (Anuradha Podwal)
- Insaaf Kaun Karega (1984)
- Farishta (1984) (Anuradha Podwal)
- Grahasthi (1984)
- Hiran Ne Kanthe (1984)
- Radha (1984)
- Coolie (1983)
- Woh 7 Din (1983) (Anuradha Podwal)
- Rang Birangi (1983)
- Souten (1983) (Anuradha Podwal)
- Bhakta Salabega (1983)
- Jheeati Sita Pari (1983)
- Kaberi (1983)
- Swapna Sagara (1983)
- Udaya Bhanu (1983)
- Teesri Aankh (1982) (Anuradha Powdwal)
- Jeevan Dhaara (1982) (Anuradha Pandwal)
- Apradhi Kaun? (1982)
- Dholi (1982)
- Ucha Dar Babe Nanak Da (1982)
- Prem Geet (1981)
- Ek Duuje Ke Liye (1981) (Anuradha Podwal)
- Jagya Tyathi Sawaar (1981)
- Pujarini (1981)
- Walayati Babu (1981)
- Do Premee (1980)  (Anuradha Poudwal)
- Baata Abaata (1980)
- Chann Pardesi (1980) (Anuradha Podwal)
- Trinath Mela (1980)
- Yuvraaj (1979) (Anuradha)
- Lahu Ke Do Rang (1979)
- Amar Deep (1979)
- Dooriyaan (1979)
- Saajan Bina Suhagan (1978)
- Badaltey Rishtey (1978) (Anuradha Podwal)
- Nasbandi (1978) (Anuradha)
- Aahuti (1978)
- Amar Shakti (1978) (Anuradha)
- Ek Hi Raasta (1977)
- Janam Janam Na Saath (1977)
- Kachcha Chor (1977)
- Sandhya Tara (1977)
- Udhar Ka Sindur (1976)  (Anuradha)
- Abhimaan (1973)